# Sayornis
Sayornis – rodzaj ptaków z podrodziny wodopławików (Fluvicolinae) w rodzinie tyrankowatych (Tyrannidae).

## Występowanie
Rodzaj obejmuje gatunki występujące w Ameryce.

## Morfologia
Długość ciała 12,4–19,5 cm; masa ciała 16,9–19,7 g.

## Systematyka

### Etymologia
Sayornis: Thomas Say (1787–1834), amerykański entomolog, pierwszy Sekretarz Academy of Natural Sciences w Filadelfii w 1812 roku, przyrodnik podczas wyprawy Longa do Gór Skalistych w latach 1819–1820 i 1823; gr. ορνις ornis, ορνιθος ornithos „ptak”.

### Podział systematyczny
Do rodzaju należą następujące gatunki:
- Sayornis saya (Bonaparte, 1825) – fibik północny
- Sayornis phoebe (Shaw, 1790) – fibik oliwkowy
- Sayornis nigricans (Swainson, 1827) – fibik czarny